# Small Giant Games
Small Giant Games este o companie care produce jocuri mobile cu sediul în Helsinki, Finlanda. A fost fondată în 2013 de foști angajați ai unei companii similare, Sulake. A produs două jocuri obișnuite, dar Small Giant a avut succes odată cu jocul RPG match-three puzzle denumit Empires and Puzzles. După succesul acestui joc, Small Giant a fost cumpărată de Zynga (din San Francisco) în decembrie 2018.

## Fondare
Compania Small Giant Games a fost fondată în 2013 la Helsinki, Finlanda de un grup de indivizi disponibilizați de dezvoltatorul de jocuri mobile Sulake. Otto Nieminen, fost manager de dezvoltare al produselor Sulake, a fost director executiv fondator al companiei, cu Timo Soininen, fost director general al Sulake, care a preluat rolul de CEO la Small Giant în 2014. Markus Halttunen, fostul șef al departamentului de tehnologie de la Sulake, s-a alăturat Small Giant în aceeași poziție. Dezvoltatorii Ilkka Juopperi și Tommi Vallisto au completat personalul de la Small Giant.

## Jocuri lansate

### OddWings Escape
Până în octombrie 2013, Small Giant a strâns 750.000 de dolari americani. Mai târziu în acel an, compania a finalizat o campanie de strângere de fonduri care a generat 3,1 milioane de dolari americani pentru a fi în stare să lanseze primul lor joc mobil, OddWings Escape. Jocul a fost lansat la 14 mai 2015. În recenzia sa pentru Pocket Gamer, Harry Slater a descris jocul: „Oddwings Escape este un joc despre rațe mutante modificate genetic care zboară prin fundaluri minunate. Trebuie să colectezi inimi și monede, să eviți bombele și să ajungi cât de departe poți.” OddWings Escape a fost descărcat de peste 1 milion de ori în săptămâna următoare lansării sale. Succesul timpuriu al jocului a fost datorat, în parte, faptului că a fost tradus în 15 limbi diferite la lansare, ceea ce i-a oferit o lansare internațională mai largă.

### Rope Racers
Al doilea joc al celor de la Small Giant, Rope Racers, a implicat curse prin mai multe niveluri împotriva personajelor fantomă, prin legănarea de pe o coardă care poate fi proiectată de personajul jucătorului.

### Empires and Puzzles

Empires and Puzzles

După OddWings Escape și Rope Racers, președintele companiei Timo Soininen a descris o schimbare a concentrării companiei Small Giant în afara jocurilor obișnuite (casual games): „am decis să scăpăm de acele produse cât mai repede și să începem să le căutăm pe cele mari. De ce ar fi nevoie?” EQT Ventures a oferit companiei Small Giant 5,4 milioane euro: reprezentând capital de risc în 2017 pentru marketing și dezvoltare de jocuri. În martie 2017, Small Giant a lansat Empires and Puzzles, un joc de puzzle match 3, care încorporează și elemente ale jocurilor de rol RPG. Până la sfârșitul anului, Small Giant a raportat că Empires and Puzzles a adus venituri de 33 de milioane de dolari americani. Jocul a câștigat premiul „Jocul anului” la Premiile finlandeze pentru jocuri din 2017.
EQT Ventures a investit 41 de milioane de dolari suplimentari în Small Giant Games în ianuarie 2018 pentru a contribui la extinderea jocului către un public mai larg. După patru luni, Empires and Puzzles și-a depășit așteptările privind veniturile pentru 2017. Până la sfârșitul anului 2018, acesta a fost descărcat de 26 de milioane de ori de pe Google Play Store și Apple App Store. Empires and Puzzles a câștigat premiul pentru „Cel mai bun succes descoperit” în cadrul premiilor Google Play din 2018; Small Giant a fost nominalizat la premiul pentru cel mai bun dezvoltator de jocuri pentru mobil din 2019.

## Preluare de către Zynga
În decembrie 2018, Zynga a anunțat că a ajuns la un acord pentru achiziționarea companiei Small Giant Games. Zynga a achiziționat inițial 80% din companie pentru 330 de milioane de dolari americani în numerar și 230 de milioane de dolari americani în acțiuni comune neînregistrate Zynga.  Condițiile pentru achiziționarea procentelor rămase din companie urmau să fie stabilite pe baza performanței sale pe parcursul celor trei ani care urmează achiziției inițiale.
Empires and Puzzles (cu sensul de Imperii și puzzle-uri) a continuat să aducă venituri substanțiale pentru Small Giant și Zynga. În octombrie 2019, jocul a atins un venit total de la lansare de 500 de milioane de dolari americani, cu un total de 41 de milioane de descărcări. În mai 2020, Zynga a plătit prima din cele trei tranșe pentru restul de 20% din companie, transferând 122 de milioane de dolari către Small Giant după ce Zynga a înregistrat venituri de 404 milioane de dolari în primul trimestru al anului 2020, o creștere de 52%.

## Puzzle Combat
Small Giant soft a lansat următorul său joc, Puzzle Combat, la 8 martie 2019. Jocul împărtășește multe elemente de joc cu Empires și Puzzles, dar are un cadru modern de război.

## Lista jocurilor lansate
Următorul tabel prezintă lista completă a jocurilor lansate de Small Giant Games.
| Joc                             | Data lansării | Dezvoltator       | Platformă    | Gen                |
| ------------------------------- | ------------- | ----------------- | ------------ | ------------------ |
| Empires & Puzzles: Epic Match 3 | 2019          | Small Giant Games | iOS, Android | Joc de rol, puzzle |
| Puzzle Combat                   | 2019          | Small Giant Games | iOS, Android | Joc de rol, puzzle |
| Empires & Puzzles: RPG Quest    | 2017          | Small Giant Games | iOS          | Joc de rol, puzzle |
| Rope Racers                     | 2016          | Small Giant Games | iOS          | Joc casual         |
| Oddwings Escape                 | 2015          | Small Giant Games | iOS          | Joc casual         |